# Cytisus villosus
Cytise velu, Genêt velu, Cytise à trois fleurs
Espèce
Cytisus villosus, le Cytise velu, Genêt velu ou Cytise à trois fleurs, est une espèce de plantes à fleurs de la famille des Fabaceae, originaire de la région méditerranéenne.

## Description

### Appareil végétatif

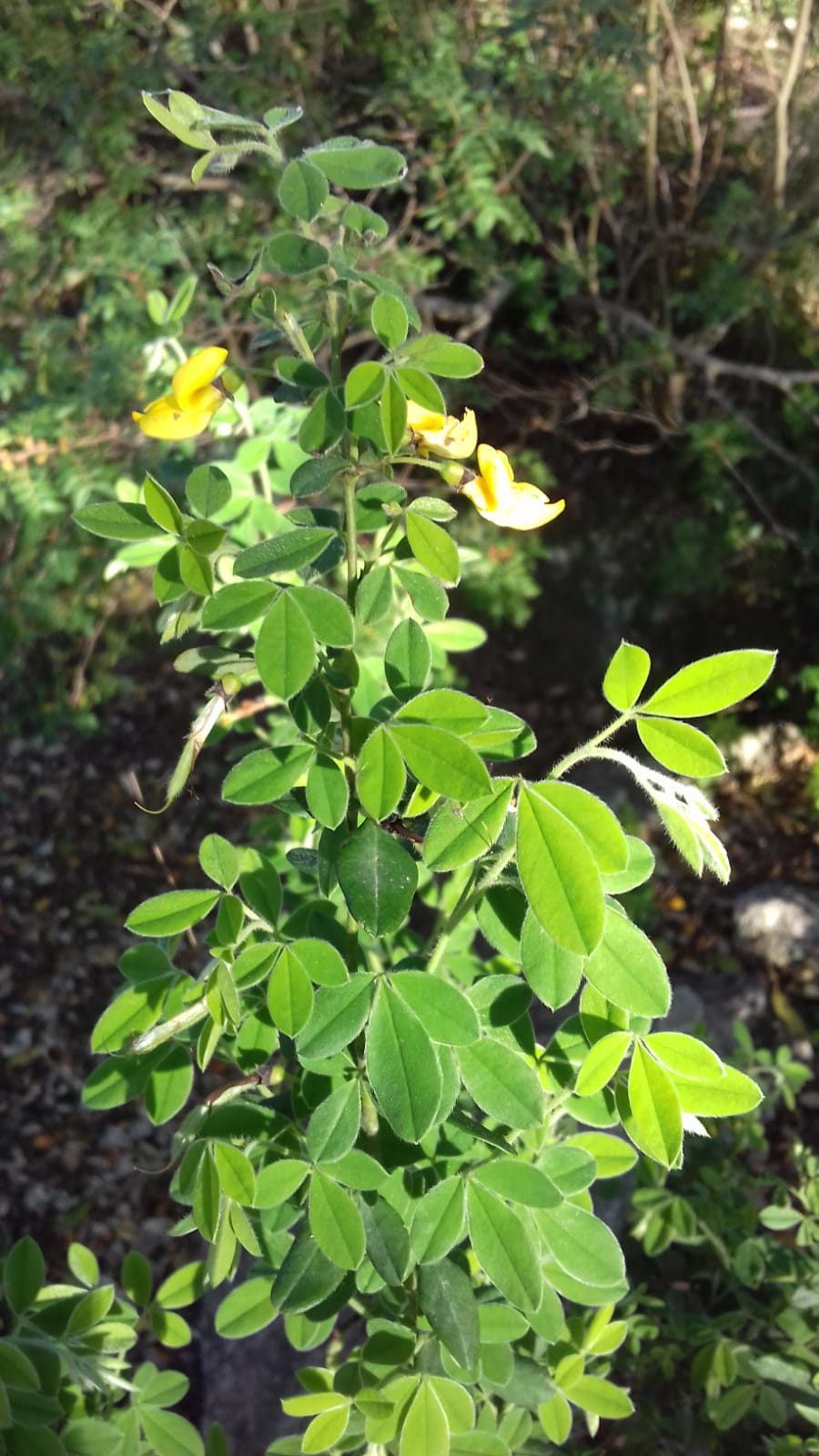
Feuilles.

Le Cytise velu est un arbrisseau de 1 à 2 mètres de hauteur, dressé, velu, noircissant par la dessiccation. Ses rameaux sont étalés, allongés, les jeunes pentagonaux, munis de longs poils blancs. Les feuilles sont pétiolées, à folioles larges, obovales, velues, la médiane plus grande que les latérales. Les stipules sont nulles.

### Appareil reproducteur

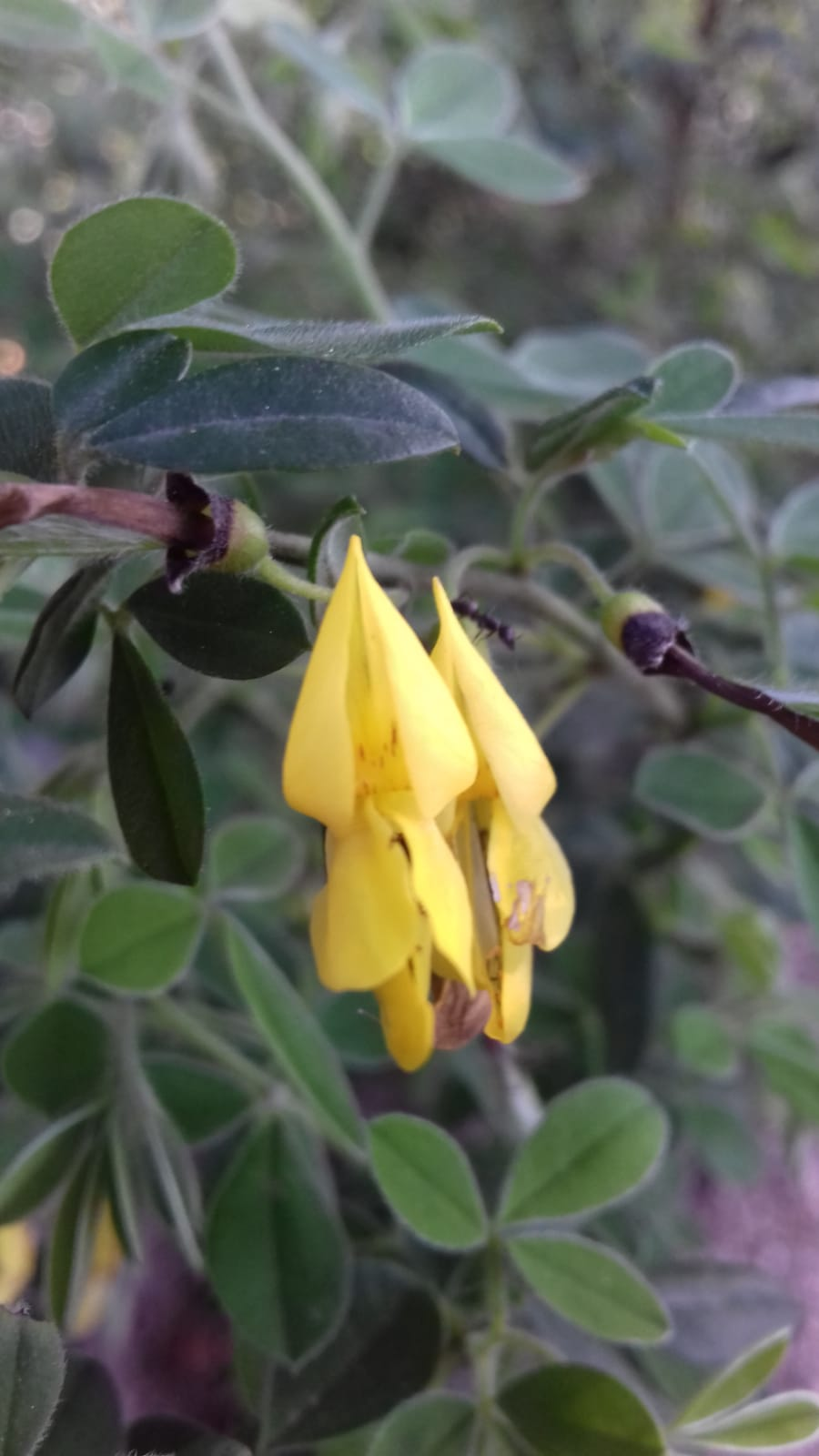
Fleurs.

Il y a une, deux ou trois fleurs à l'aisselle des feuilles supérieures. Les pédicelles sont plus longs que le calice. Ce dernier est velu, court, en cloche, à lèvres divariquées, la supérieure bidentée. La corolle est grande, de couleur jaune. L'étendard est glabre, strié et taché de brun, plus court que la carène à bec court. Les fruits sont des gousses longues de 30–35 mm et larges de 5 mm, velues. 

## Répartition
C'est une espèce originaire de la région méditerranéenne. Elle est présente en Albanie, Algérie, Corse, France métropolitaine, Grèce, Italie, Maroc, Sardaigne, Sicile, Espagne, Tunisie, Turquie, Ukraine et ex-Yougoslavie. Elle a été introduite en Inde et dans l'état de New York.
L'espèce est commune, inscrite en « préoccupation mineure » (LC) sur la Liste rouge de la flore vasculaire de France métropolitaine (2019) et la Liste rouge régionale de la flore vasculaire de Corse.

## Habitat et écologie

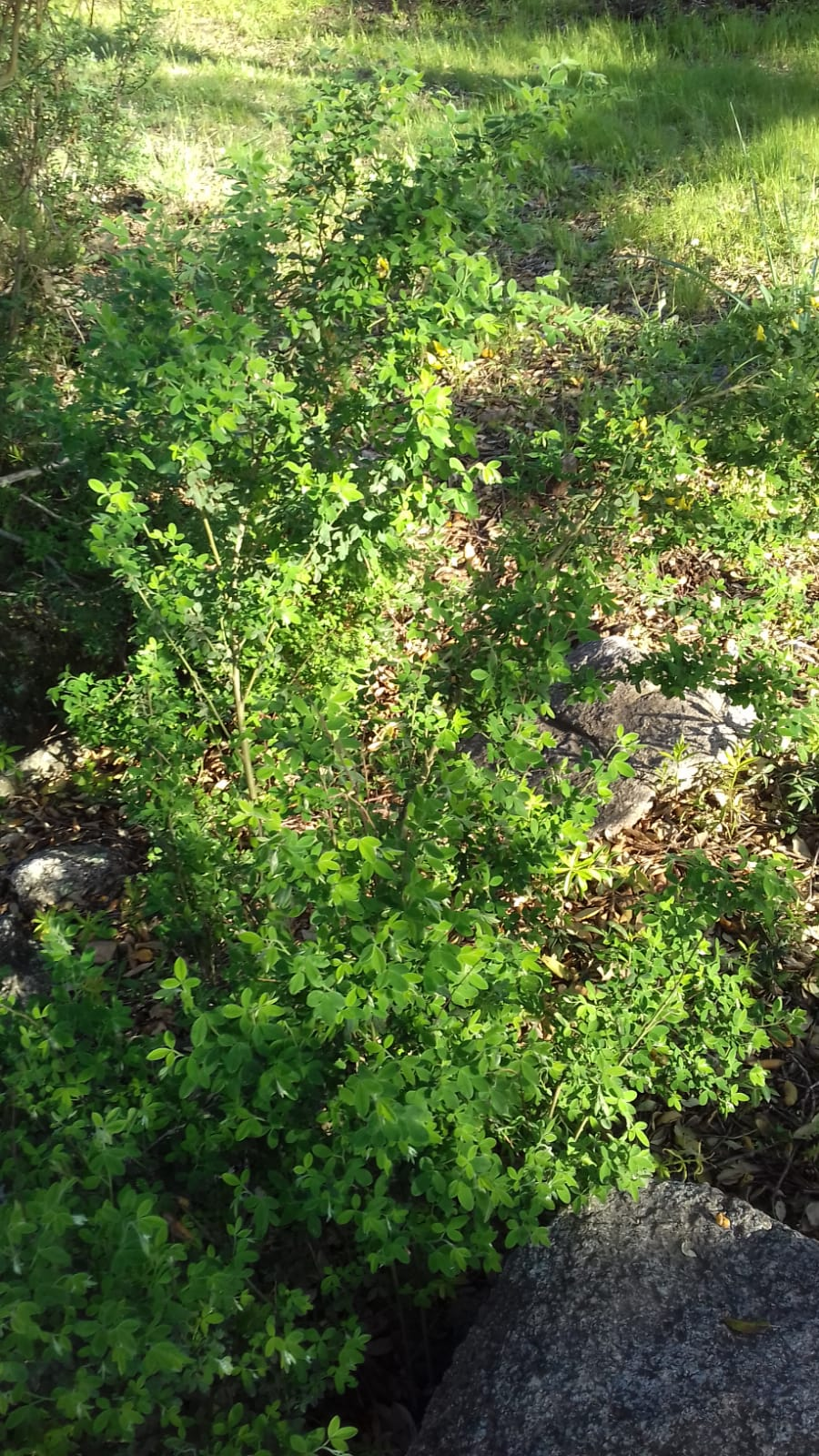
Port général.

Le Cytise velu pousse parmi les bois et groupements de buissons méditerranéens. C'est une espèce caractéristique des landes subcontinentales à Calluna et Genista, une espèce indicatrice des suberaies provençales thermoxérophiles à Genêt à feuilles de lin, des peuplements de Pin maritime de Provence et Alpes-Maritimes sur substrats siliceux en basse altitude et à plus de 350 m, des suberaies corses et des Pyrénées-Orientales, des galeries riveraines à Laurier-rose, des yeuseraies acidiphiles à Asplénium fougère d'âne et des suberaies mésophiles provençales à Cytise de Montpellier.

## Systématique
Ce taxon porte en français les noms vernaculaires ou normalisés « Cytise velu »,,, « Genêt velu », et « Cytise à trois fleurs ».
L'espèce est décrite en 1788 par le botaniste français Pierre André Pourret, qui la classe dans le genre Cytisus sous le nom correct Cytisus villosus. Le néotype de l'espèce n'est désigné qu'en 2020.
Cytisus villosus a pour synonymes :
- Cytisus affinis C.Presl[2],[6]
- Cytisus barcinonensis Sennen, 1927[3],[2]
- Cytisus hirsutus auct. non L., 1753[3]
- Cytisus hirsutus Bubani, 1899[3]
- Cytisus mollis Willd.[2]
- Cytisus mollis Willd. ex Schltdl., 1813[3]
- Cytisus nigricans L., 1767[3]
- Cytisus triflorus L'Hér., 1791[3],[2]
- Cytisus triflorus var. glabrescens C.Vicioso, 1946[3]
- Genista triflora (C.Presl) Rouy, 1897[3]
- Laburnum molle J.Presl[2]
- Lembotropis affinis (C.Presl) C.Presl[2]
- Lembotropis triflora C.Presl, 1845[3]
- Spartocytisus triflorus (C.Presl) Webb, 1846[3]